# Mikrotypografia
Mikrotypografia (inaczej typografia detalu) – zestaw technik i metod składu, których stosowanie na poziomie znaku (litery) polepsza szarość kolumny, a co za tym idzie, czytelność tekstu. Często zestawiana z makrotypografią, rozumianą synonimicznie z układem typograficznym, layoutem.
Głównym teoretykiem mikrotypografii był szwajcarski typograf Jost Hochuli, który opisał jej zasady w książce Detal w typografii (oryg. Das Detail in der Typografie, pierwodruk w 2005 r.).

## Elementy mikrotypografii
- litera;
- odstęp międzyliterowy;
- wyraz;
- odstęp międzywyrazowy;
- wiersz;
- odstęp międzywierszowy (inaczej interlinia);
- kolumna.

## Metody mikrotypografii
Dobrą szarość kolumny można uzyskać dzięki harmonii między mikro- a makrotypografią. Na poziomie mikrotypograficznym wpływ na szarość kolumny w tekście mają:
- korekta optyczna;
- tracking, kerning;
- stosowanie kapitalików;
- stosowanie cyfr nautycznych;
- stosowanie ligatur;
- odpowiednie justowanie;
- odpowiedni dobór interlinii;
- dzielenie wyrazów.